# Саратовка (Стерлітамацький район)
Сара́товка (рос. Саратовка, башк. Һарытау) — присілок у складі Стерлітамацького району Башкортостану, Росія. Входить до складу Максимовської сільської ради.
Населення — 148 осіб (2010; 132 в 2002).
Національний склад:
- росіяни — 79%